# 全日本中学生・高校生管打楽器ソロコンテスト
全日本中学生・高校生管打楽器ソロコンテスト（ぜんにほんちゅうがくせいこうこうせいかんだがっきソロコンテスト, All Japan Junior & High School Wind and Percussion Instrument Solo Contest）は、日本吹奏楽指導者協会(JBA)が1997年3月から開催している、通常の吹奏楽編成及び金管バンドにおいて使用される木管楽器、金管楽器、打楽器及びコントラバスによるクラシック音楽の独奏コンテストの全国大会。スローガンは「未来に翔け、若きヴィルトーゾ」。通称「JBAソロコン」と呼ばれる。

## 主旨
人間個人が有する才能は、国籍、年齢、性別、などに関係なく、個人特有のものである。その能力を競い、競い合いの中から向上する道を見出すことがコンテストの主旨となる。

## 理念
中学生及び高校生が、コンテストによって取得する演奏経験を、個人の演奏技能の財産として将来に繋げ、さらに後進に繋ぐことによる研究により演奏技能の向上を図る。

## 目的
中学生及び高校生が、管楽器及び打楽器の演奏を通じて、生涯にわたり音楽を心の友とする健全で情操豊かな人間を形成すること及び演奏技能の向上による吹奏楽全般の発展・向上を図ることにより、我が国の芸術文化及び地域の音楽文化の向上に寄与することを目的とする。

## 参加資格
公益社団法人日本吹奏楽指導者協会の各支部で実施されるソロコンテスト支部大会の結果、各支部長が参加を適正と認め推薦した中学生及び高校生。

## 支部からの推薦人数
各部門とも3名とする。ただし、関東甲信越支部に関しては各部門とも1名を加える。

2020年度の予選参加者総数については、JBA会報で「予選参加者総数は、5800名を超えました。」と報告されている。

## 部門
- 中学生部門
- 高校生部門

## 演奏曲
演奏者の選定した任意の曲で、支部大会において演奏した曲とする。演奏時間は4分以内とし、4分を超過した場合は演奏を中断するものとする。ただし、減点の対象とはしない。伴奏は、ピアノ伴奏、無伴奏のいずれかとする。

## 表彰
| 回 数           | 表 彰 |
| --------------- | --- |
| 第1回           | 各部門の第1位〜第3位の者に入賞 各部門の第4位以下に優秀賞を授与 |
| 第2回 〜第16回  | 特に成績が抜群と認められた者に特別賞 各部門の第1位〜第3位の者に入賞 各部門の第4位以下に優秀賞を授与                                                                                         |
| 第15回          | 出場予定者全員に優秀賞を授与 |
| 第16回          | 特に成績が抜群と認められた者に特別賞 各部門の第1位〜第3位の者に入賞 各部門の第4位以下に優秀賞を授与                                                                                         |
| 第17回          | 各部門の第1位〜第3位の者に入賞 各部門の第4位以下に優秀賞を授与 |
| 第18回          | 各部門の最優秀者に文部科学大臣賞 各部門の第1位〜第3位の者に入賞 各部門の第4位以下に優秀賞を授与                                                                                             |
| 第19回 〜第23回 | 各部門の最優秀者に文部科学大臣賞 各部門の第1位〜第3位の者に入賞 各部門の入賞者以外で審査員が才能を認めた者に審査員賞 各部門の第4位以下に優秀賞を授与                                        |
| 第24回          | 出場予定者全員に優秀賞を授与 |
| 第25回〜        | 各部門の最優秀者に文部科学大臣賞 各部門の特別優秀者に東京都教育委員会賞 各部門の第1位〜第3位の者に入賞 各部門の入賞者以外で審査員が才能を認めた者に審査員賞 各部門の第4位以下に優秀賞を授与 |

## 開催会場・期日一覧
| 回 数  | 年月日         | 中学生 (人) | 高校生 (人) | 会 場                                   | 主催・共催 | 備 考                                                                                                   |
| ------ | -------------- | ----------- | ----------- | --------------------------------------- | --- | --- |
| 第1回  | 1997年 3月31日 | 19          | 25          | アクトシティ浜松 中ホール               | 主催:浜松市、浜松市文化振興財団、日本高等学校吹奏楽連盟 共催:日本吹奏楽指導者協会、浜松市教育委員会、浜松商工会議所、(財)浜松観光コンベンションビューロー、(財)浜松国際交流協会、(財)浜松市文化協会 ※第1回パン・パシフィック・バンド・フェスティバルの一環行事 | 名称「全日本ジュニア管打楽器ソロコンテスト」                                                            |
| 第2回  | 1998年 3月30日 | 23          | 28          | アクトシティ浜松 中ホール               | 主催:浜松市、浜松市文化振興財団、日本高等学校吹奏楽連盟 共催:日本吹奏楽指導者協会、浜松市教育委員会、浜松商工会議所、(財)浜松観光コンベンションビューロー、(財)浜松国際交流協会、(財)浜松市文化協会 ※浜松吹奏楽大会の一環行事                                  | 名称「全日本ジュニア管打楽器ソロコンテスト」                                                            |
| 第3回  | 1999年 3月26日 | 25          | 28          | アクトシティ浜松 中ホール               | 主催:浜松市、浜松市文化振興財団、日本高等学校吹奏楽連盟 共催:日本吹奏楽指導者協会、浜松市教育委員会、浜松商工会議所、(財)浜松観光コンベンションビューロー、(財)浜松国際交流協会、(財)浜松市文化協会 ※浜松吹奏楽大会の一環行事                                  | 大会名称を変更                                                                                          |
| 第4回  | 2000年 3月24日 | 26          | 26          | アクトシティ浜松 中ホール               | 主催:浜松市、浜松市文化振興財団、日本高等学校吹奏楽連盟 共催:日本吹奏楽指導者協会、浜松市教育委員会、浜松商工会議所、(財)浜松観光コンベンションビューロー、(財)浜松国際交流協会、(財)浜松市文化協会 ※浜松吹奏楽大会の一環行事                                  | |
| 第5回  | 2001年 3月23日 | 23          | 29          | アクトシティ浜松 中ホール               | 主催:浜松市、浜松市文化振興財団、日本高等学校吹奏楽連盟 共催:日本吹奏楽指導者協会、浜松市教育委員会、浜松商工会議所、(財)浜松観光コンベンションビューロー、(財)浜松国際交流協会、(財)浜松市文化協会 ※浜松吹奏楽大会の一環行事                                  | 高校生部門にハワイから特別参加2名                                                                       |
| 第6回  | 2002年 3月22日 | 23          | 27          | アクトシティ浜松 中ホール               | 主催:浜松市、浜松市文化振興財団、日本高等学校吹奏楽連盟 共催:日本吹奏楽指導者協会、浜松市教育委員会、浜松商工会議所、(財)浜松観光コンベンションビューロー、(財)浜松国際交流協会、(財)浜松市文化協会 ※浜松吹奏楽大会の一環行事                                  | |
| 第7回  | 2003年 3月21日 | 23          | 28          | アクトシティ浜松 中ホール               | 主催:浜松市、浜松市文化振興財団、日本高等学校吹奏楽連盟 共催:日本吹奏楽指導者協会、浜松市教育委員会、浜松商工会議所、(財)浜松観光コンベンションビューロー、(財)浜松国際交流協会、(財)浜松市文化協会 ※浜松吹奏楽大会の一環行事                                  | |
| 第8回  | 2004年 3月26日 | 26          | 28          | アクトシティ浜松 中ホール               | 主催:浜松市、浜松市文化振興財団、日本高等学校吹奏楽連盟 共催:日本吹奏楽指導者協会、浜松市教育委員会、浜松商工会議所、(財)浜松観光コンベンションビューロー、(財)浜松国際交流協会、(財)浜松市文化協会 ※浜松吹奏楽大会の一環行事                                  | |
| 第9回  | 2005年 3月25日 | 28          | 28          | アクトシティ浜松 中ホール               | 主催:浜松市、浜松市文化振興財団、日本高等学校吹奏楽連盟 共催:日本吹奏楽指導者協会、浜松市教育委員会、浜松商工会議所、(財)浜松観光コンベンションビューロー、(財)浜松国際交流協会、(財)浜松市文化協会 ※浜松吹奏楽大会の一環行事                                  | |
| 第10回 | 2006年 3月31日 | 27          | 27          | アクトシティ浜松 中ホール               | 主催:浜松市、浜松市文化振興財団、日本高等学校吹奏楽連盟 共催:日本吹奏楽指導者協会、浜松市教育委員会、浜松商工会議所、(財)浜松観光コンベンションビューロー、(財)浜松国際交流協会、(財)浜松市文化協会 ※浜松吹奏楽大会の一環行事                                  | |
| 第11回 | 2007年 3月日   | 27          | 28          | アクトシティ浜松 中ホール               | 主催:浜松市、浜松市文化振興財団、日本高等学校吹奏楽連盟 共催:日本吹奏楽指導者協会、浜松市教育委員会、浜松商工会議所、(財)浜松観光コンベンションビューロー、(財)浜松国際交流協会、(財)浜松市文化協会 ※浜松吹奏楽大会の一環行事                                  | |
| 第12回 | 2008年 3月日   | 26          | 28          | アクトシティ浜松 中ホール               | 主催:浜松市、浜松市文化振興財団、日本高等学校吹奏楽連盟 共催:日本吹奏楽指導者協会、浜松市教育委員会、浜松商工会議所、(財)浜松観光コンベンションビューロー、(財)浜松国際交流協会、(財)浜松市文化協会 ※浜松吹奏楽大会の一環行事                                  | |
| 第13回 | 2009年 3月27日 | 25          | 26          | アクトシティ浜松 中ホール               | 主催:浜松市、浜松市文化振興財団、日本高等学校吹奏楽連盟 共催:日本吹奏楽指導者協会、浜松市教育委員会、浜松商工会議所、(財)浜松観光コンベンションビューロー、(財)浜松国際交流協会、(財)浜松市文化協会 ※浜松吹奏楽大会の一環行事                                  | |
| 第14回 | 2010年 3月26日 | 25          | 27          | アクトシティ浜松 中ホール               | 主催:浜松市、浜松市文化振興財団、日本高等学校吹奏楽連盟 共催:日本吹奏楽指導者協会、浜松市教育委員会、浜松商工会議所、(財)浜松観光コンベンションビューロー、(財)浜松国際交流協会、(財)浜松市文化協会 ※浜松吹奏楽大会の一環行事                                  | |
| 第15回 | 2011年 3月25日 |             |             | アクトシティ浜松 中ホール               | 主催:浜松市、浜松市文化振興財団、日本高等学校吹奏楽連盟 共催:日本吹奏楽指導者協会、浜松市教育委員会、浜松商工会議所、(財)浜松観光コンベンションビューロー、(財)浜松国際交流協会、(財)浜松市文化協会 ※浜松吹奏楽大会の一環行事                                  | 東日本大震災の影響のため中止。 出場予定者に対しては、賞状(優秀賞)、大会記念バッジ及びプログラムを送付。 |
| 第16回 | 2012年 3月23日 | 26          | 28          | アクトシティ浜松 中ホール               | 主催:浜松市、浜松市文化振興財団、日本高等学校吹奏楽連盟 共催:日本吹奏楽指導者協会、浜松市教育委員会、浜松商工会議所、(財)浜松観光コンベンションビューロー、(財)浜松国際交流協会、(財)浜松市文化協会 ※浜松吹奏楽大会の一環行事                                  | |
| 第17回 | 2013年 3月22日 | 24          | 27          | 中央区立日本橋公会堂 ホール(日本橋劇場) | 主催:日本吹奏楽指導者協会 | 公益社団法人化に伴い、主催事業とし、会場を変更する                                                      |
| 第18回 | 2014年 3月28日 | 27          | 26          | 中央区立日本橋公会堂 ホール(日本橋劇場) | 主催:日本吹奏楽指導者協会 | |
| 第19回 | 2015年 3月27日 | 26          | 27          | 中央区立日本橋公会堂 ホール(日本橋劇場) | 主催:日本吹奏楽指導者協会 | |
| 第20回 | 2016年 3月28日 | 27          | 28          | 昭和音楽大学 ユリホール                 | 主催:日本吹奏楽指導者協会 | |
| 第21回 | 2017年 3月29日 | 26          | 28          | 国立音楽大学 オーケストラスタジオ       | 主催:日本吹奏楽指導者協会 | |
| 第22回 | 2018年 3月26日 | 28          | 27          | 武蔵野音楽大学 ブラームスホール         | 主催:日本吹奏楽指導者協会 | |
| 第23回 | 2019年 3月26日 | 28          | 28          | 上野学園 石橋メモリアルホール           | 主催:日本吹奏楽指導者協会 | |
| 第24回 | 2020年 3月25日 | 27          | 27          | 昭和音楽大学 ユリホール                 | 主催:日本吹奏楽指導者協会 | 新型コロナウイルス感染拡大防止のため中止。 出場予定者に対しては、賞状(優秀賞)、プログラムを送付。       |
| 第25回 | 2021年 3月26日 | 28          | 27          | 東京音楽大学 TCMホール                  | 主催:日本吹奏楽指導者協会 | |
| 第26回 | 2022年 3月28日 | 28          | 27          | 武蔵野音楽大学 ブラームスホール         | 主催:日本吹奏楽指導者協会 | |
| 第27回 | 2023年 3月27日 | 28          | 28          | 東京音楽大学 TCMホール                  | 主催:日本吹奏楽指導者協会 | |
| 第28回 | 2024年 3月27日 | 28          | 28          | 桐朋学園大学 桐朋学園宗次ホール         | 主催:日本吹奏楽指導者協会 | |
| 第29回 | 2025年 3月28日 |             |             | 桐朋学園大学 桐朋学園宗次ホール         | 主催:日本吹奏楽指導者協会 | |

## 主な入賞者
- 吉野亜希菜 (クラリネット, 東京交響楽団) - 第4回大会 中学生部門 第3位
- 上野耕平 (アルト・サクソフォーン, ぱんだウインドオーケストラ) - 第10回大会 中学生部門 第2位
- 濱地宗 (ホルン, 群馬交響楽団) - 第10回大会 高校生部門 第1位
- 荒木奏美 (オーボエ, 東京交響楽団) 第12回大会 中学生部門 第2位
- 住谷美帆 (アルト・サクソフォーン, ルミエサクソフォンカルテット, ぱんだウインドオーケストラ) - 第17回大会 高校生部門 第2位

### 主催・共催
- 日本吹奏楽指導者協会
- 浜松市
- 浜松市文化振興財団
- 日本高等学校吹奏楽連盟

### 中学生や高校生を対象とした独奏コンクール
- 吹奏楽個人演奏コンクール(全日本吹奏楽連盟) ※1938年 - 1943年, 1951年 - 1958年開催
- 全日本学生音楽コンクール(毎日新聞社)
- 全日本ジュニアクラシック音楽コンクール(東京国際芸術協会)
- 日本クラシック音楽コンクール(日本クラシック音楽協会)
- 日本ジュニア管打楽器コンクール(日本音楽教育文化振興会, JMECPS)
- 全日本高等学校管打楽器ソロコンクール[11][注 3](日本高等学校吹奏楽連盟) ※2012年 - 2015年開催
- 中学生・高校生のための日本管弦打楽器ソロ・コンテスト(東邦音楽大学)
- 日本学校合奏コンクール ソロ&アンサンブルコンテスト [ソロ部門](日本学校合奏コンクール委員会, JSECC)
- 日本奏楽コンクール(日本奏楽コンクール審査委員会)
- 全日本学生国際ソロコンクール(ASIS)(国際親善音楽交流協会)
- 東京国際管弦声楽コンクール(東京国際芸術協会)
- 中部日本個人・重奏コンテスト [個人の部](中部日本吹奏楽連盟・中日新聞社) 中部日本吹奏楽連盟[注 4]に加盟した県の中学生・高校生が出場できる。

### 主催者
- 日本吹奏楽指導者協会

### 録画業者
- CAFUAレコード [注 5]

### コンテスト会場
- 中ホール - アクトシティ浜松
- ホール(日本橋劇場) - 中央区立日本橋公会堂
- ユリホール - 昭和音楽大学
- ブラームスホール - 武蔵野音楽大学
- 石橋メモリアルホール - 上野学園
- TCMホール - 東京音楽大学
- 桐朋学園宗次ホール - 隈研吾建築都市設計事務所